# Ritorno a Roissy
Ritorno a Roissy (titolo originale Retour à Roissy) è un romanzo erotico pubblicato nel 1969 dall'autrice francese Pauline Réage. Si tratta del seguito del romanzo Histoire d'O.

## Trasposizioni cinematografiche
- Les fruits de la passion, regia di Shūji Terayama (1981)
- Histoire d'O, ritorno a Roissy (Histoire d'O: Chapitre 2), regia di Éric Rochat (1984)